# Zhuge Gui
Zhuge Gui, in cinese 诸葛珪, (Langye, ... – 193), è stato un politico cinese, assistente governatore a Taishan.
Famoso soprattutto per essere il padre di Zhuge Liang, noto stratega dell'era dei Tre Regni al servizio di Shu. Morì quando Liang aveva dodici anni.